# Piski (Mazovia)
Piski [pronunciación en polaco: /ˈpiski/] es un pueblo ubicado en el distrito administrativo de Gmina Czerwin, dentro del Condado de Ostrołęka, Voivodato de Mazovia, en el este de Polonia central. Se encuentra aproximadamente a 9 kilómetros al noreste de Czerwin, a 23 kilómetros al sureste de Ostrołęka, y a 104 kilómetros al noreste de Varsovia.